# Takaroa (comuna asociada)
Takaroa es una comuna asociada de la comuna francesa de Takaroa que está situada en la subdivisión de Islas Tuamotu-Gambier, de la colectividad de ultramar de Polinesia Francesa.

## Composición
La comuna asociada de Takaroa abarca el atolón de Takaroa y  la isla de Tikei:
| Comuna asociada de Takaroa |                  |                  |                    |
| Atolón                     | Población (2012) | Superficie (km²) | Densidad (hab/km²) |
| Takaroa                    | 888              | 20               | 44                 |
| Isla                       | Población (2012) | Superficie (km²) | Densidad (hab/km²) |
| Tikei                      | 0                | 4                | 0                  |

## Demografía
| Gráfica de evolución demográfica de Takaroa entre 1977 y 2012 |
|                                                               |

Fuente: Insee